# Porta Genova FS (metropolitana di Milano)
Porta Genova FS è una stazione della linea M2 della metropolitana di Milano.

## Storia
La stazione venne attivata il 30 ottobre 1983 come capolinea della nuova tratta proveniente da Cadorna FN.
Funse da capolinea meridionale della linea 2 fino al 13 aprile 1985, quando venne attivato il prolungamento per Romolo.

## Strutture e impianti
Si tratta di una stazione sotterranea a due binari, uno per ogni senso di marcia, serviti da due banchine laterali.
La stazione è situata di fronte alla stazione di Milano Porta Genova, destinata alla dismissione da parte di RFI e situata all'interno del territorio comunale di Milano. È la stazione più in prossimità del quartiere dei Navigli.

## Interscambi
La stazione costituisce un interscambio con la stazione di Milano Porta Genova.
Nelle vicinanze della stazione effettuano fermata alcune linee tranviarie urbane ed automobilistiche urbane e interurbane, gestite da ATM. Quando la fermata fu inaugurata, la linea tranviaria diretta a piazzale Negrelli venne parzialmente deviata, rendendo più agevole l'interscambio con la metropolitana. Il percorso originale, che costeggiava il Naviglio Grande fino alla Darsena, fu dismesso e abbandonato.
- Stazione ferroviaria (Milano Porta Genova)
- Fermata tram (P.ta Genova M2, linee 2, 9 e 10)
- Fermata autobus

## Servizi
La stazione dispone di:
- Accessibilità per portatori di handicap
- Scale mobili
- Emettitrice automatica biglietti
- Stazione video sorvegliata

## Galleria d'immagini

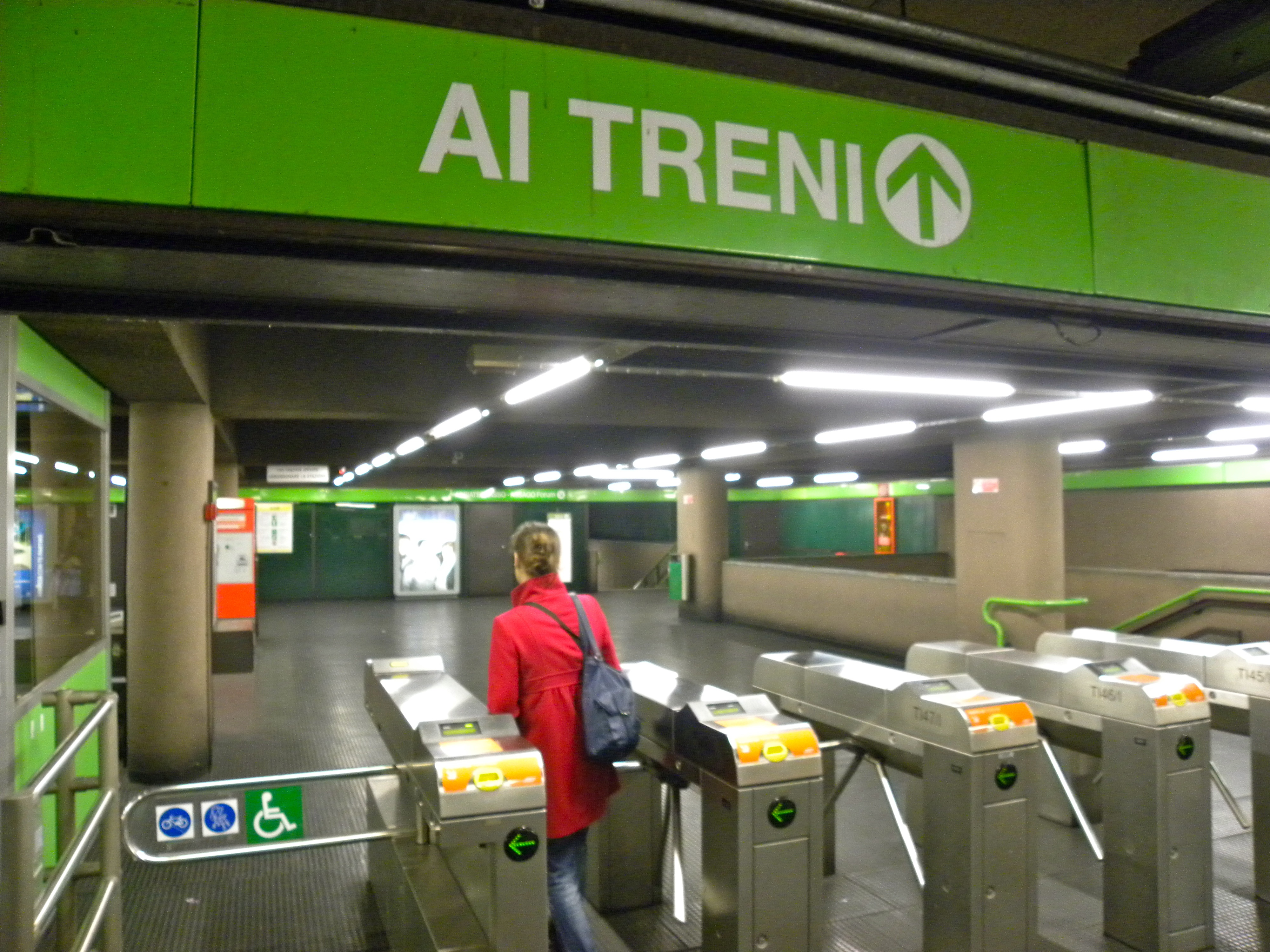
I tornelli d'accesso al piano banchine